# Propriedade funcional
Propriedade funcional, em química são propriedades comuns a determinados grupos de substâncias puras, compostos químicos, que os identificam com a função química em que são agrupados e que os representa.
Tais propriedades são, para cada substância, suas propriedades específicas, individuais de cada tipo particular de substância (e mais genericamente, de matéria) propriedades organolépticas, químicas ou físicas.
Nota: Em nutrição e engenharia de alimentos, propriedades funcionais relacionam-se com o conceito de alimento funcional.